# ماريو ريدينغ
ماريو ريدينغ (بالإنجليزية: Mario Reading)‏ (1953، بورنموث في المملكة المتحدة - 29 يناير 2017، إنجلترا في المملكة المتحدة)؛ كاتب وروائي بريطاني. درس في جامعة إيست أنجليا.

## روابط خارجية
- ماريو ريدينغ على موقع IMDb (الإنجليزية)